# 한국미술협회
한국미술협회(韓國美術協會)는 1961년에 창립된 대한민국의 미술 단체이다.

## 배경
한국미술협회는 미군정 하인 1945년 11월에 좌우익 대결 끝에 창설된 미술인 단체 조선미술협회를 모태로 삼고 있다. 조선미술협회는 조선미술건설본부가 해체한 뒤 결성되었으나 회장 고희동이 우파 성향을 보이면서 좌익 계열은 분리되어 우익 단체화하였다.
제1공화국 수립 후인 1948년에 조선미술협회는 대한미술협회로 개칭하여 재출범하였다. 초대회장은 고희동이 맡았다. 그러나 1956년 장발 중심의 미술인들이 대한미술협회를 탈퇴하여  한국미술가협회를 결성하면서 미술인 단체가 양분되었다. 대한미술협회 측은 미술계의 가장 큰 행사인 대한민국미술전람회를 거부하는 등 양측의 갈등은 고조되었다. 대한미술협회는 홍익대학교, 한국미술가협회는 서울대학교 파벌을 각각 대표했다.
1961년에 5·16 군사 정변 이후 정부의 예술단체 통합 정책으로 한국미술협회가 발족하면서 다시 하나로 통합되었다.
1961년 6월초에 두 단체의 대표자들이 모여 통합문제를 논의하였으며, 문교부의 단일화 방침에 따라 같은 해 12월에 한국미술협회가 결정되었다.

## 연혁
1961년 12월에 한국예술문화단체 총연합회의 산하단체로서 전체 미술인을 대표하는 기관으로 창립되었다. 창립회원은 박득순, 김환기, 김세중, 김기승, 손재형, 변관식, 김은호, 배렴, 장우성, 김인승, 유강렬, 이순석, 김종영, 이세득, 최중길이다. 설립목적은 민족미술의 향상발전을 도모하고, 미술가의 권익옹호와 국제적인 기여와 미술가 상호간의 협조에 두었다.
한국미술협회는 대한민국미술대전(구명칭: 국전(國展)의 운영이나 제도 영향력을 행사하는 외에 국제위원회를 따로 두어 각종 국제전의 출품작가 인선(人選)을 관장하기도 하였다. 1964년부터 ‘전국학생미술전’ 개최를 주도하였으며, 미술의 대중화운동의 일환으로 ‘아마추어 화가회’ 를 만들기도 하였다. 또한 주기적으로 회원전을 열어 1970년 제7회전, 1971년 한국미술협회 창립 10주년(제8회전)을 연 바 있으나 광범위한 작가들의 호응을 얻지 못하였다. 
1986년 ‘대한민국미술대전’ 이 민간주도로 운영방식이 바뀌면서 문예진흥원(현, 한국문화예술위원회)에서 한국미술협회로 이관되어 1988년 공모전을 열었으며 제3회 ‘대한민국 공예대전’ 을 주최하였다. 대한민국서예대전을 운영하며, 국제미술전람회도 개최하였다. 1962년에는 국제조형예술협회(IAA)에 가입하여 국제미술제에 참여해 왔다.
이후, 대한민국 공예대전과 대한민국 서예대전은 명칭을 대한민국미술대전으로 통일하여, 현재 대한민국미술대전은 대한민국미술대전 비구상부문, 구상부문,  문인화부문, 서예부문, 현대공예, 디자인, 전통미술.공예부문 총 7개부문으로 개최하고 있다.

## 법인
1962년 6월 5일 민족미술의 향상, 발전을 도모하고 미술가의 권익 옹호 및 미술의 국제 교류 추진을 목적으로 대한민국 문화체육관광부 소관의 사단법인으로 등록되었다. 구, 사무실은 서울특별시 종로구 동숭동 1-117 예총회관 302호(우: 110-510)에서 현재는 서울특별시 양천구 목동서로 225 대한민국예술인센터 904호(우: 07995)에 있다.
1962년 8월 9일 국제조형예술협회(International Association Art) 회원국으로 가입하였다. 

### 주요 사업
- 창작활동 관련사업
- 국제미술문화교류

## 역대 이사장
- 초대 : 박득순 (서양화)
- 제2대 : 김환기 (서양화)
- 제3대 : 김병기 (서양화)
- 제4대 : 도상봉 (서양화)
- 제5~6대 : 김인승 (서양화)
- 제7대 : 이마동 (서양화)
- 제8대 : 김세중 (조각)
- 제9대 : 서세옥 (동양화)
- 제10대 : 박서보 (서양화)
- 제11대 : 김영중 (조각)
- 제12대 : 이종무 (서양화)
- 제13대 : 정관모 (조각)
- 제14대 : 하종현 (서양화)
- 제15대 : 김서봉 (서양화)
- 제16대 : 박광진 (서양화)
- 제17대 : 이두식 (서양화)
- 제18대 : 박석원 (조각)
- 제19대 : 곽석손 (한국화)
- 제20대 : 하철경 (한국화)
- 제21대 : 노재순 (서양화)
- 제22대 : 차대영 (한국화)
- 제25대 : 이광수 (수채화)

## 같이 보기
- 조선미술건설본부
- 대한민국미술대전

## 참고자료
- “연혁”. 한국미술협회. 2008년 6월 16일에 확인함.